# Cove (Oregon)
Pour les articles homonymes, voir Cove.
Cove est une municipalité américaine située dans le comté d'Union en Oregon.
Lors du recensement de 2010, sa population est de 552 habitants. La municipalité s'étend sur 0,77 milles carrés (1,99 km2).
La localité de Forest Cove est fondée en 1861 par Samuel Cowles et sa nièce Fannie Pauline. Elle est renommée Cove en 1868 pour éviter toute confusion avec Forest Grove. Cove devient une municipalité le 10 mars 1904, après un vote serré en faveur de son incorporation (59 voix contre 47).